# Argyrosticta ditissima
Argyrosticta ditissima är en fjärilsart som beskrevs av Druce. Argyrosticta ditissima ingår i släktet Argyrosticta och familjen nattflyn. Inga underarter finns listade i Catalogue of Life.